# Рождественно (деревня, Москва)
Рождественно — деревня в Троицком административном округе Москвы  (до 1 июля 2012 года в составе Подольского района Московской области). Входит в состав поселения Роговское.

## Население
Согласно Всероссийской переписи, в 2002 году в деревне проживало 2 женщины. По данным на 2005 год в деревне проживало 2 человека.
| 2002 | 2006 | 2010 |
| ---- | ---- | ---- |
| 2    | →2   | →2   |

## Расположение
Деревня Рождественно расположенана на реке Черничке примерно в 40 км к юго-западу от центра города Подольска. Ближайшие населённые пункты — деревни Круча, Горнево и посёлок Рогово.